# 太建
太建（569年正月—582年十二月）是南朝陳政權，陳宣帝陈顼的年号，共计13年餘。
太建十四年正月陈后主陈叔宝即位沿用。

## 大事记
- 將領吳明徹發起太建北伐。

## 纪年
| 太建 | 元年   | 二年   | 三年   | 四年   | 五年  | 六年  | 七年  | 八年  | 九年  | 十年  |
| ---- | ------ | ------ | ------ | ------ | ----- | ----- | ----- | ----- | ----- | ----- |
| 公元 | 569年  | 570年  | 571年  | 572年  | 573年 | 574年 | 575年 | 576年 | 577年 | 578年 |
| 干支 | 己丑   | 庚寅   | 辛卯   | 壬辰   | 癸巳  | 甲午  | 乙未  | 丙申  | 丁酉  | 戊戌  |
| 太建 | 十一年 | 十二年 | 十三年 | 十四年 |       |       |       |       |       |       |
| 公元 | 579年  | 580年  | 581年  | 582年  |       |       |       |       |       |       |
| 干支 | 己亥   | 庚子   | 辛丑   | 壬寅   |       |       |       |       |       |       |

## 參看
- 中国年号索引
- 同期存在的其他政权年号
  - 天保（562年二月—585年十二月）：西梁政權梁明帝萧岿的年号
  - 天統（565年四月—569年十二月）：北齊政权齊後主高纬年号
  - 武平（570年正月—576年十二月）：北齊政权齊後主高纬年号
  - 隆化（576年十二月）：北齊政权齊後主高緯年号
  - 德昌（576年十二月）：北齊政权安德王高延宗年号
  - 承光（577年正月—三月）：北齊政权幼主高恆年号
  - 武平（578年）：北齊政权范阳王高绍义年号
  - 天和（566年正月—572年三月）：北周政权周武帝宇文邕年号
  - 建德（572年三月—578年三月）：北周政权周武帝宇文邕年号
  - 石平（577年十一月）：北周時期領導劉沒鐸年号
  - 宣政（578年三月—十二月）：北周政权周武帝宇文邕年号
  - 大成（579年正月—二月）：北周政权周宣帝宇文赟年号
  - 大象（579年二月—580年十二月）：北周政权周靜帝宇文衍年号
  - 大定（581年正月—二月）：北周政权周靜帝宇文衍年号
  - 开皇（581年二月—600年十二月）：隋朝政权隋文帝杨坚年号
  - 延昌（561年—601年）：高昌政权麴固年号
  - 大昌（568年—572年）：新羅真興王的年號
  - 鴻濟（572年—584年）：新羅真興王、真智王的年號